# 길교이앤씨
주식회사 길교이앤씨(영어: Gilgyo E&C)는 대한민국의 건축기술, 엔지니어링 관련 기술 서비스 기업이다. 라멘교, 일체식교대교량, 거더교 등 다양한 종류의 교량을 건설한다.

## 역사
2004년 10월 20일 피에스아이테크놀로지로 설립되어 2007년 6월에 현재의 상호로 변경하였으며, 2023년 7월 26일에 코넥스 시장에 상장하였다.